# Padniewko
Padniewko je mjesto u Vojvodstvo Kujavsko-Pomorskie, Povjacie mogilenskim, u sjevernoj Poljskoj. Blizu Padniewka je grad Mogilno. Naselje/mjesto je postojalo još u 12. stoljeću. 
U selu živi oko 400 stanovnika.